# Lista över ledamöter av Sveriges riksdags andra kammare 1949–1952
Ledamöter av Sveriges riksdags andra kammare mandatperioden 1949–1952. 
Ledamöterna invaldes vid andrakammarvalet 19 september 1948, men nyinvalda tillträdde sina riksdagsplatser vid Riksdagens öppnande i januari 1949.

## Stockholms stad
- Jarl Hjalmarson, VD, h
- Elsa Ewerlöf, fru, h
- Elis Håstad, professor statskunskap, h
- Per Hjalmar Fagerholm, ombudsman, h
- Bertil Ohlin, professor nationalekonomi, fp
- Yngve Larsson, chef stadsbyggnadsroteln Stockholms stad, fp
- Gerda Höjer, ombudsman, fp
- Johan Johnsson, pastor, fp
- Gustaf Kollberg, direktör ICA, fp
- Ingrid Gärde Widemar, fru, fp
- Daniel Wiklund, fp
- Folke Nihlfors, fp
- Ruth Ager, rektor, fp
- Tage Erlander, s
- Torsten Nilsson, statsråd, s
- Disa Västberg, förbundsordförande, s
- Frans Severin, chefredaktör Aftontidningen, s
- Sture Henriksson, ombudsman, s
- Hans Gustafsson, metallarbetare, s
- Nancy Eriksson, fru, s
- Emil Malmborg, ombudsman, s
- Carl Lindberg, ombudsman, s
- Fritjof Lager, redaktionschef Ny Dag, k
- Gustav Johansson, chefredaktör Ny Dag, k

## Stockholms län
- Emanuel Birke, grosshandlare, h
- David Boman, lantbrukare, bf
- Gustav Mosesson, rektor, fp
- Hjalmar Åhman, hemmansägare, fp
- Yngve Häckner, advokat, fp
- Margit Vinge, tf aktuarie, fp
- Allan Andersson, småbrukare, s
- Eskil Eriksson, lantbrukssmed, s
- Adolf Wallentheim, sekreterare, s
- Arthur Sköldin, metallarbetare, s
- Sven Hedqvist, metallarbetare, s
- Erik Karlsson, redaktör, k

## Uppsala län
- Karl Emil Hansson, lantbrukare, bf
- Edvin Jacobsson, lantbrukare, fp
- John Lundberg, ombudsman SAP, s
- Einar Jonsson, fabriksarbetare, s
- Ragnar Edenman, fil. dr, s

## Södermanlands län
- Harald Andersson, lantbrukare, bf
- Sven Wedén, disponent, fp
- Karl-Gustaf Wirtén, förvaltare Harpsund, fp
- Ossian Sehlstedt, redaktör, s
- Gustaf Larsson, sågverksarbetare, s
- Ellen Svedberg, fru, s
- Ragnar Ekström, hemmansägare, s

## Östergötlands län
- Martin Skoglund, lantbrukare, h
- Martin Ljungberg, civilingenjör, h
- Ivar Johansson, lantbrukare, bf
- Paul Bergstrand, överläkare, fp
- Anders Stjärne, lantbrukare, fp
- Karl Ward, chefredaktör Östergötlands Folkblad, s
- Elsa Johansson, väverska, s
- Carl Hoppe, kontraktsprost, s
- Fridolf Thapper, metallarbetare, s
- Ingemar Andersson, redaktör, s
- Sven Persson i Appuna, lantarbetare, s

## Jönköpings län
- Torgil von Seth, greve, fideikommissarie, h
- John Pettersson, lantbrukare, bf
- Gustaf Svensson i Vä, lantbrukare, bf
- Oscar Carlström, lantbrukare, fp
- Rudolf Boman, godsägare, fp
- Erik Fast, möbelsnickare, s
- Abel Andersson, lantbrukare, s
- Edvin Gustafsson, banvakt, s
- Martin Forsberg, redaktör, s

## Kronobergs län
- Oscar Nolin, lantbrukare, h
- Hjalmar Svensson, lantbrukare, bf
- Erik Strandh, lantbrukare, fp
- Hjalmar Gustafson, lantbrukare, s
- Fritz Persson, ombudsman SAP, s

## Kalmar län
- Einar Haeggblom, lantmannaskolföreståndare, h
- Arvid Jonsson, lantbrukare, bf
- Gunnar Ericsson, lantbrukare, bf
- Sigfrid Nordkvist, överlärare, fp
- Sigvard Ohlsson, murare, s
- Gustav Holm, lantbrukare, s
- Einar Johansson, snickare, s
- Tekla Torbrink, fru, s

## Gotlands län
- Per Svensson, lantbrukare, bf
- Johan Ahlsten, lantbrukare, fp
- Herman Engström, gjutare, s

## Blekinge län
- Pehr Johnsson i Kastanjegården, lantbrukare, fp
- Olaus Nyberg, redaktör, fp
- Algot Törnkvist, chefredaktör Blekinge Folkblad, s
- Thure Andersson, metallarbetare, s
- Eric Karlsson, rörmontör, s

## Kristianstads län
- Jöns Nilsson, fruktodlare, h
- Sam Norup, lantbrukare, bf
- Harald Johnsson i Skoglösa, lantbrukare, bf
- Filip Kristensson, köpman, fp
- Edvard Mårtensson, lantbrukare, fp
- Anton Björklund, vagnreparatör, s
- Thorwald Ekdahl, folkskollärare, s
- Alfred Andersson i Munka-Ljungby, tegelbruksarbetare, s
- Gunnar Engkvist, målarmästare, s

## Fyrstadskretsen
- Erik Hagberg, chefredaktör Skånska Aftonbladet, h
- Åke Wiberg, VD Malmö Strumpfabrik, h
- Ragnar Huss, docent, fp
- Carl Christenson, köpman, fp
- Olof Andersson i Malmö, ombudsman SAP, s
- Karl Bergström, chefredaktör Skånska Socialdemokraten, s
- Eric Bladh, folkskollärare, s
- Karl Nilsson, vaktmästare, s
- Gösta Netzén, chefredaktör Arbetet, s
- Folke Jönsson, målare, s

## Malmöhus län
- Eric Nilsson, agronom, h
- Axel Pehrsson-Bramstorp, partiledare, bf
- Nils G. Hansson i Skegrie, lantbrukare, bf
- Nils Persson, lantbrukare, fp
- Per Edvin Sköld, f.d. statsråd, s
- Olivia Nordgren, fru, s
- Axel Landgren, lantarbetare, s
- Åke Olofsson, redaktör, s
- Hans Levin, fiskare, s

## Hallands län
- Anders Pettersson i Dahl, lantbrukare, bf
- Hjalmar Nilson, lantbrukare, bf
- Bror Persson, handlare, fp
- Ragnar Persson, läderarbetare, s
- Tore Bengtsson, ombudsman, s

## Göteborgs stad
- Walter Edström, direktör, h
- Bertil von Friesen, läkare, son till Mia Leche Löfgren, fp
- Carl Schmidt, civilingenjör, fp
- Sven Gustafson, bankkamrer, fp
- Brita Elmén, inspektris, fp
- Rolf Edberg, redaktör Ny Tid, s
- Olof Nilsson i Göteborg, trafikförman Göteborgs spårvägar, s
- Märta Öberg, kassörska, s
- Jerker Svensson, förbundsordförande, s
- Knut Senander, tulltjänsteman, k
- Gunnar Dahlgren, metallarbetare, k

## Göteborgs och Bohus län
- Ernst Staxäng (tidigare Olsson), lantbrukare, h
- Carl Olof Carlsson, lantbrukare, bf
- Waldemar Svensson, agronom, fp
- Birger Utbult, föreståndare, fp
- Wiktor Mårtensson, överrevisor, s
- Gösta Andersson, pappersbruksarbetare, s
- Carl Johansson, lantbrukare, s

## Älvsborgs läns norra
- James Dickson, godsägare, h
- Axel Rubbestad, tidigare statsråd, bf
- Sven Antby, lantbrukare, fp
- Bengt Sjölin, överingenjör, fp
- Carl Petrus Olsson, banvakt, s
- Patrik Svensson, boktryckare, s

## Älvsborgs läns södra
- Alarik Hagård, lasarettsyssloman, h
- Arthur Ryberg, lantbrukare, bf
- Axel Gustafsson, pastor, fp
- John Ericsson i Kinna, statsråd, s
- Einar Andersson i Hyssna, lantbrukare, s

## Skaraborgs län
- Folke Kyling, folkskollärare, h
- Johannes Onsjö (tidigare Johansson), lantbrukare, bf
- Gunnar Larsson, lantbrukare, bf
- Oscar Malmborg, folkskollärare, fp
- Erik Rosén i Götene, handlande, fp
- Walter Sundström, folkskollärare, s
- Nils Odhe, lantarbetare, s
- Lisa Johansson, barnavårdsman, s

## Värmlands län
- Albert Larsson, direktör, h
- Oscar Werner, lantbrukare, bf
- Manne Ståhl, redaktör Karlstads-Tidningen, fp
- Arthur Widén, lantbrukare, fp
- Harald Hallén, prost, s
- Gustaf Nilsson, stadsbibliotekarie, s
- August Spångberg, järnvägsman, s
- Arvid Andersson i Gunnarskog, småbrukare, s
- Hildur Humla, fru, s

## Örebro län
- Karl Andersson i Björkäng, hemmansägare, bf
- Ruben Swedberg, pastor, fp
- Gösta Åqvist, direktör, fp
- Lars Lindahl, reparatör, s
- Erik Brandt, pappersbruksarbetare, s
- Henry Allard, annonschef, s
- Göran Pettersson, metallarbetare, s
- Axel Jansson, ombudsman, s

## Västmanlands län
- Sven Vigelsbo, lantbrukare, bf
- Olov Rylander, borgmästare Västerås, fp
- David Hall, ombudsman SAP, s
- Bertil Andersson, lantarbetare, s
- Elin Eriksson, slöjdlärare, s
- Hernfrid Bark, folkskollärare, s

## Kopparbergs län
- Robert Jansson, lantbrukare, bf
- Erik Pettersson i Ersbacken, lantbrukare, bf
- Olof Hammar, rektor, fp
- Anders Olsson, redaktör, fp
- Arvid Hallberg, chefredaktör Dala-Demokraten, s
- Gustaf Pettersson (från 1945 Hellbacken), lantbrukare, s
- Evald Ericsson, småbrukare, s
- Elsa Lindskog, fru, s
- Erik Östrand, järnbruksarbetare, s

## Gävleborgs län
- Per Persson i Norrby, lantbrukare, bf
- Gottfrid Fröderberg, folkskollärare, fp
- Edith Liljedahl, distriktssköterska, fp
- August Sävström, ombudsman, s
- Adolv Olsson, chef Statens byggnadslånebyrå, s
- Per Orgård (tidigare Persson), lantbrukare, s
- Sigurd Lindholm, ombudsman SAP, s
- Hildur Nygren, distriktsöverlärare, s
- Ola Persson, ombudsman SKP, k

## Västernorrlands län
- Brynolf Stattin, lantbrukare, h
- Gunnar Hedlund, VD, bf
- Edvin Bäckström, fp (till 1950)
  - ersatt av: John Anderson i Sundsvall (från 1951)
- Oscar Andersson i Långviksmon, fp
- Erik Norén, lantbrukare, s
- Lars Jonsson, skogsarbetare, s
- John Andersson, svarvare, s
- Alf Andersson, sulfitarbetare, s
- Harald Kärrlander, ombudsman, s

## Jämtlands län
- Nils Jönsson i Rossbol, lantbrukare, bf
- Algot Gunnarsson i Nälden, disponent, fp
- Verner Hedlund, fattigvårdskonsulent, s
- Sigfrid Jonsson, skogsarbetare, s
- Helge Lindström, lantbrukare, s

## Västerbottens län
- Carl Östlund, lantbrukare, h
- Helmer Johansson, lantbrukare, bf
- Evert Sandberg, lantbrukare, fp
- Ragnhild Sandström, folkskollärare, fp
- Gösta Skoglund, folkskollärare, s
- Oscar Åkerström, sliperiarbetare, s
- Uddo Jacobson, handlande, s
- Magnus Nilsson, lantbrukare, s

## Norrbottens län
- Märta Boman, fru, h
- John Löfroth, bokhållare, fp
- Ivar Jansson, VD, s
- Hildur Ericsson, lärarinna, s
- Olof Gavelin, gruvarbetare, s
- Olof Wiklund, sågverksarbetare, s
- Hilding Hagberg, redaktör Norrskensflamman, k
- Helmer Holmberg, chefredaktör Norrskensflamman, k